# Juan Casañas
Juan Francisco Casañas (n. 30 de abril de 1963) es un político, ingeniero agrónomo y productor agropecuario argentino. Fue diputado nacional por la provincia de Tucumán por la Unión Cívica Radical bajo la coalición Acuerdo Cívico y Social.

## Biografía
Juan Casañas realizó sus estudios primarios en el Colegio Salesiano Tulio García Fernández. Concluyó su educación secundaria en el Colegio Nacional de Tucumán.
En el año 2009 asumió su banca como diputado nacional por la provincia de Tucumán por el Acuerdo Cívico y Social, luego del paro agropecuario patronal en Argentina de 2008.
En 2016 fue denunciado junto a otros integrantes de Acuerdo para el Bicentenario (APB), José Cano y Domingo Amaya y Eduardo Bourlé y Juan Casañas por instigación pública a cometer delitos, por daño y por sedición
 Estas personas habían estado también acompañados por el sindicalista radical de trabajadores del PAMI, Osvaldo Barreñada. Se denunció despidos y aprietes a empleados municipales que no apoyan a Casañas y a Cano, empleados fueron despedidos de la Municipalidad capitalina por no apoyar a Cambiemos.
Desde el año 2003 es miembro del Grupo El Palomar de la región del Noroeste de la Asociación Regional de Consorcios de Experimentación Agrícola (AACREA).,[cita requerida]
Es casado y tiene tres hijos.

## Actividad Política y gremial
Juan Casañas se involucró activamente en los cortes de ruta que paralizaron la provincia durante paro agropecuario patronal en Argentina de 2008 encabezando el corte de la ruta nacional 163
Desde el sector agropecuario se promovió entonces su participación en la alianza electoral para las elecciones legislativas del 28 de junio de 2009, en la lista de la coalición Acuerdo Cívico y Social, que lo llevó como candidato a Diputado Nacional, junto al candidato a senador, José Cano.
En las elecciones legislativas de Argentina de 2009, el oficialismo provincial (Justicialismo) ponía en juego cuatro bancas, resultando electo Casañas como único representante de la oposición para la Cámara de Diputados, con el 15,56% (112.182 votos). De esta forma, fue uno de los 11 diputados de origen agropecuario que asumieron en ese año.
En las elecciones de 2011 fue candidato a vicegobernador de la provincia de Tucumán, en la fórmula con el senador José Cano, repitiendo la dupla de 2009. En esa oportunidad dicha fórmula obtuvo el segundo lugar, con un total de 122.409 votos (14,52%).
En septiembre de 2011 se afilió al Partido Unión Cívica Radical, en Tucumán.
Su mandato como diputado Nacional venció el 10 de diciembre de 2013. En las Elecciones parlamentarias de Argentina de 2013 Casañas ocupó el tercer lugar en la boleta para diputados nacionales del Acuerdo Cívico y Social le permitió ganar dos diputados nacionales. La diputada electa Silvia Elías de Pérez, quien era suplente de José Cano en el Senado, renunció a su banca como diputada nacional y asumió como Senadora de la Nación. De esa forma, Juan Casañas se convirtió nuevamente en Diputado Nacional en representación de la provincia de Tucumán.

### Diputado Nacional por laProvincia de Tucumán(2009-2013)
Integró las comisiones permanentes de: Agricultura y Ganadería; Libertad de Expresión; Prevención de Adicciones y Control del Narcotráfico y; además, desde el año 2012 fue presidente de la comisión de Recursos Naturales y Conservación del Ambiente Humano.

#### Presidente de la Comisión de Agricultura y Ganadería (2011)
En 2011 se desempeñó como Presidente de la Comisión de Agricultura y Ganadería de la Cámara de Diputados.

## Controversia
Protagonizó una controversia cuando sus propios parientes denunciaron que Casañas se quedó con las cuentas que la familia tenía en bancos de España. Se habla de cuentas que estaban a nombre de su esposa, de apellido Martínez Zuccardi, y que ahora están vacías.

### Diputado Nacional por laProvincia de Tucumán(2013-2017)
La diputada electa Silvia Elías de Pérez, quien era suplente de José Cano en el Senado, renunció a su banca como diputada nacional y asumió como Senadora de la Nación. De esa forma, Juan Casañas reasumió el 3 de abril de 2014 y se convirtió nuevamente en Diputado Nacional en representación de la provincia de Tucumán. En 2016 Juan Casañas y Teresita Villavicencio se fueron de Cambiemos
Los diputados se consideran "víctimas de un trato injusto" por parte del Gobierno y confirmaron su alejamiento del bloque de la UCR y del interbloque de Cambiemos.

En 2016 fue denunciado junto a otros integrantes de Acuerdo para el Bicentenario (APB), José Cano y Domingo Amaya y Eduardo Bourlé y Juan Casañas por instigación pública a cometer daño y por sedición
 Estas personas habían estado también acompañados por el sindicalista radical de trabajadores del PAMI, Osvaldo Barreñada. Se denunció despidos y aprietes a empleados municipales que no apoyan a Casañas y a Cano, empleados fueron despedidos de la Municipalidad capitalina por no apoyar a Cambiemos.

## Proyectos presentados destacados
- Programa Nacional para la Reactivación y la Tecnificación de la Industria Metal- Mecánica e implementos agrícolas en el ámbito de la República Argentina: http://www1.hcdn.gov.ar/proyxml/expediente.asp?fundamentos=si&numexp=5270-D-2010http://www1.hcdn.gov.ar/proyxml/expediente.asp?fundamentos=si&numexp=5269-D-2010
- Ley de promoción a las exportaciones de PYMES agropecuarias productoras de alimentos: http://www1.hcdn.gov.ar/proyxml/expediente.asp?fundamentos=si&numexp=8132-D-2010 Archivado el 19 de agosto de 2014 en Wayback Machine. http://www1.hcdn.gov.ar/proyxml/expediente.asp?fundamentos=si&numexp=8291-D-2010 Archivado el 19 de agosto de 2014 en Wayback Machine.
- Creación del Programa Nacional de Desarrollo de la Cadena Porcina: http://www1.hcdn.gov.ar/proyxml/expediente.asp?fundamentos=si&numexp=2134-D-2011 Archivado el 19 de agosto de 2014 en Wayback Machine.
- Constitúyase a la Ruta Provincial Nº 310 en Ruta Nacional Nº 10: http://www1.hcdn.gov.ar/proyxml/expediente.asp?fundamentos=si&numexp=5036-D-2011 Archivado el 19 de agosto de 2014 en Wayback Machine.